# 디즈니 네이처
디즈니 네이처(DisneyNature)는 월트 디즈니 스튜디오의 다큐멘터리, 자연다큐를 제작 및 배급하는 곳이다.

## 영화 작품
- 지구 (2009)
- 오션월드 3D (2010)
- 오션스 (2010)

## 같이 보기
- 월트 디즈니 컴퍼니
- 월트 디즈니 픽처스
- 월트 디즈니 스튜디오스 모션 픽처스